# Hula, Mexiko
Hula är en ort i Mexiko.   Den ligger i kommunen Tlacuilotepec och delstaten Puebla, i den sydöstra delen av landet, 160 km nordost om huvudstaden Mexico City. Hula ligger 445 meter över havet och antalet invånare är 352.
Terrängen runt Hula är huvudsakligen kuperad, men söderut är den bergig. Runt Hula är det tätbefolkat, med 297 invånare per kvadratkilometer. Närmaste större samhälle är Xicotepec de Juárez, 11,5 km söder om Hula. I omgivningarna runt Hula växer huvudsakligen savannskog.